# جوزيف طرشه
جوزيف طرشه فنان ومصور تلفزيوني سوري من أول وأشهر المصورين الذين عرفتهم مدينة حلب في سوريا

## حياته
ولد في مدينة حلب عام 1937 من عائلة عريقة في الفن والأدب توارثت فن التصوير الفوتوغرافي، وكان أبوه نعوم سعيد طرشه من أوائل المصورين الفوتوغرافيين في المدينة، أمام آلة التصوير الخشبية توقف الكثير من الشخصيات الأدبية والفنية في انتظار إظهار صورتهم. نشأ في حي النيال مركز المدينة الاجتماعي والفني، ليفقد في عمر ثلاث سنوات والدته دسبينا اليونانية الأصل بسبب مرض مفاجئ أصابها، تربى بجانب أخته الأكبر جانيت طرشه التي اهتمت به ورعته.
بدأ مهنة التصوير الاحترافي في عام 1965 وانتقل إلى دولة الكويت ليتعلم أسرار هذا الفن وليتمرن على يد أساتذة التصوير آنذاك في محلات آردو الشهيرة. تزوج في عام 1969 من السيدة جورجيت أسود ورزق منها ثلاث أولاد: أمال، سمير، والاعلامي نعمان طرشة المقيم في ايطاليا.
خلال مسيرته المهنية عرف بتفانيه الكبير في العمل لدرجة انه كان يقضي حياته بين تغطية الأخبار ومقر التلفزيون ليعود إلى منزله في وقت متأخر بعد أن يطمئن على وصول الشريط المصور إلى إدارة التلفزيون. اشتهر بطيبته قلب كبيرة وابتسامة لا تفارق وجهه استطاع بواسطتها كسب قلوب كل من عرفوه، وكان محبوباً من الجميع.

## المسيرة المهنية
انتسب في تاريخ 1/12/1974 إلى نقابة الفنانين السوريين في مدينة حلب. منذ بدايات التلفزيون السوري بدأ بالعمل كمصور سينمائي لتغطية أخبار حلب والمنطقة الشمالية، وكان التلفزيون يعتمد على تقارير إخبارية مصورة بالأبيض والأسود يتم إرسالها بالبريد تغطي كافة النشاطات السياسية والاجتماعية. تابع العمل بكاميرا السينما ذات الحجم الثقيل التي كان يحملها على كتفه حتى عام 1980 حيث أصبح الإرسال يتم بالألوان بنظام بال وسيكام.
(استديو جوزيف) استديو التصوير الخاص به في شارع قسطاكي حمصي هو المكان الذي تابع فيه ممارسة مهنته كمصور فوتوغرافي وفيديو بتقديمه خدمات للأعراس والحفلات الخاصة إضافة إلى خدمات فنية وتقنية. كان (أبو نعمان) كما كان يلقب من جميع الذين يعرفوه المصور التلفزيون الوحيد في مدينة حلب رغم كثرة النشاطات والفعاليات التي كانت تقام، وقابل أهم الشخصيات العربية والعالمية وعاصر جميع الأحداث التي مرت على مدينته المحبوبة، والتي لم يقبل أن يفارقها رغم العديد من العروض التي قدمت له بالانتقال إلى دمشق أو إلى الدول العربية.
يعد من أوائل العاملين في قسم التلفزيون في إذاعة حلب ومن المؤسسين للمركز الإذاعي والتلفزيوني لمدينة حلب، وعلى يده تتلمذ العديد من المصورين والفنيين حيث تحول في آخر عهده إلى العمل كمدير تصوير ومدير استوديو للمركز الإذاعي والتلفزيوني بحلب.
يعتبر جوزيف طرشه علماً في تاريخ الإعلام والصحافة ومرجعاً في ذاكرة تاريخ وأرشيف التلفزيون السوري.

## وفاته
توفي في مدينة حلب في عام 2007 اثر حادث منزلي أليم.

## وصلات خارجية
- نقابة الفنانين في حلب
- مذكرات صحفية